# Петорката на ястреба
През 1983 г. своя първи мач заедно в Реал Мадрид изиграват 5 футболисти. Те ще са бъдещето ядро на тима и ще останат в историята като „Кохортата на Лешояда“ или „петорката на Бутаргеньо“, по името на техния лидер.
Петимата са Емилио „Ястреба“ Бутрагеньо, Мичел, Мартин Васкес, Маноло Санчис и Мигел Пардеса, а техен треньор е Алфредо ди Стефано.
Тимът става хегемон в Испания, но в Европа така и не може да постигне големите успехи от края на 50-те години. Все пак вземат 2 купи на УЕФА – за 1985 и 1986 г. Тимът печели 5 поредни титли в Примера дивисион, като победната серия завършва през 1990 г. Следват годините на Дрийм Тийма на Барселона, а Реал (Мадрид) на два пъти изгубват титлата в последния кръг.
През 1994 г. в мач от първенството тогавашният треньор Хорхе Валдано пуска млад и талантлив играч на мястото на легендата Бутаргеньо. Публиката отначало е недоволна, но скоро тази символична смяна става и в сърцата на феновете. Младият играч е Раул Гонсалес Бланко.